# هوي (مدينة)
هوي (بالفيتنامية: Huế)‏ هي مدينة في وسط فيتنام وكانت عاصمة مملكة دانج-ترونج من 1738 إلى 1775 وعاصمة حكم سلالة نجوين من 1802 إلى 1945. وتمثل نقطة جذب رئيسية بما فيها من قلعة تعود للقرن 19، يحيط بها خندق وجدران حجرية سميكة. وذلك الجدار يشمل المدينة الإمبراطورية، والقصور والأضرحة؛ والمدينة المحرمة الأرجوانية التي كانت منزل الإمبراطور، ونسخة طبق الأصل من المسرح الملكي. كانت المدينة أيضا ساحة لمعركة هوي، التي كانت واحدة من أطول وأعنف معارك حرب فيتنام.
في عام 2024، صوتت الجمعية الوطنية في فيتنام وأقرت قرارًا بتأسيس مدينة هوي كبلدية خاضعة لسيطرة مباشرة، استنادًا إلى مقاطعة ثوا ثين هوي بأكملها. وفي الوقت نفسه، تم تقسيم مدينة هوي الإقليمية السابقة إلى منطقتين جديدتين، منطقة فو شوان ومنطقة ثوان هوا. من المقرر أن تبدأ بلدية هوي عملها رسميًا في عام 2025.

## التاريخ
تعود أقدم الآثار في هوي إلى مملكة لام-أب، التي يعود تاريخها إلى القرن الرابع الميلادي. توجد أنقاض عاصمتها -مدينة Kandapurpura القديمة- الآن في تل Long Tho، على بعد 3 كيلومترات إلى الغرب من المدينة. يعود تاريخ مدينة Hoa Chau القديمة إلى القرن التاسع، وهو مكان آخر من آثار تشامبا في المنطقة المجاورة.
في عام 1306، عرض «تشي مان» ملك تشامبا منح فيتنام محافظتي O وLy مقابل الزواج من أميرة فيتنامية تدعى هيين تران. قَبِل الملك الفيتنامي «تران آنه تونغ» هذا العرض. وقام بإعادة تسمية محافظتي O وLy إلى مقاطعة Thuan ومقاطعة Hóa ، على التوالي، حيث يشار إلى كلاهما باسم منطقة Thuan Hoa.
في عام 1592، أُجبرت أسرة ماك على الفرار إلى مقاطعة تساو بانج وتم تنصيب الأباطرة لو حكام فيتناميين شرعيين تحت قيادة نغوين كيم، زعيم أنصار لو ديناستي. في وقت لاحق، تعرض كيم للتسمم من قبل جنرال من أسرة ماك والذي مهد الطريق لصهره Trinh Kiem ، لتولي القيادة. كما اغتيل نجل كيم الأكبر نغوين أونغ من أجل تأمين سلطة ترين كيم. قام نجوين هوانغ، وهو ابن آخر لنغوين كيم، بالتظاهر بأنه مصاب بمرض عقلي، خشية أن يُقتل مثل مصير نغوين أوونغ، وطلب من شقيقته نغوك باو، وهي زوجة ترين كيم، أن تتوسل لدى ترين كيم للسماح لنجوين هوانغ بحكم «ثوان-هوا»، وهي أبعد منطقة جنوب فيتنام في ذلك الوقت.
نظرًا لأن الموالين لسلالة ماك كانوا يثورون في «ثوان-هو» ا وكان ترين كيم مشغولًا في قتال قوات أسرة ماك في شمال فيتنام في ذلك الوقت، فقد تمت الموافقة على طلب نجوك باو وتوجه نجوين هوانج جنوبًا. بعد هدنة Hoàng Thuan Hoa، قام هو وريثه Nguyen Phuc Nguyen بشكل سري بجعل هذه المنطقة موالية لعائلة Nguyen؛ ثم قاموا ضد حكم ترين. اندلعت حرب أهلية جديدة في فيتنام بين عائلتين حكمتين بحكم الأمر الواقع: عشيرة أمراء نغوين وعشيرة أمراء ترين.
اختار أمراء نغوين «ثوا ثين»، وهو الإقليم الشمالي من «ثوان هوا»، كمقر لعائلتهم. في عام 1687 في عهد أمير نجوين «فوك تران» بدأ بناء القلعة في «فو شوان»، وهي قرية في مقاطعة «ثوا ثين». كانت القلعة رمزًا لسلطة عائلة نغوين أكثر من كونها مبنى دفاعي، لأن جيش أمراء ترين لم يتمكن من اختراق دفاع أمراء نغوين في المناطق الشمالية من Phú Xúân. في عام 1744، أصبحت «فو شوان» رسميًا عاصمة لوسط وجنوب فيتنام بعد أن أعلن أمير نجوين «فوك خوات» نفسه «ملك الملك» (أو Vo Vương باللغة الفيتنامية). وكان من بين الغربيين الذين يعيشون في العاصمة في تلك الفترة البرتغالي اليسوعي جواو دي لوريرو منذ 1752.
ومع ذلك، اندلعت ثورات تاي سون في عام 1771 وسرعان ما احتلت مساحة كبيرة من كوي نون إلى مقاطعة بينه ثوان، مما أضعف سلطة وقوة أمراء نغوين. بينما كانت الحرب دائرة بين تمرد Tây Sơn وأمراء نغوين، أرسل أمراء Trịnh جنوبًا جيشًا ضخمًا واستولوا بسهولة على Phú Xuân في عام 1775. بعد الاستيلاء على Phú Xuân، قام الأمراء في Tr Honh Hoang Ngu Phuc بتحالف تكتيكي مع Tay Son وسحب جميع القوات تقريبًا إلى Tonkin وترك بعض القوات في Phu Xuan. في عام 1786، هزم تمرد Tân Sơn حامية Trịnh واحتلت Phú Xuân. وأصبحت Phú Xuân عاصمة لأسرة Tây Sơn تحت حكم الإمبراطور كوانج ترونج. في عام 1802، استعاد "نغوين آنه"، وهو خليفة لأمراء نغوين، "فو شيوان" ووحد البلاد. أعاد "نجوين آنه" بناء القلعة بالكامل وجعلها عاصمة إمبراطورية فيتنام بأكملها.
الاسم الحالي للمدينة من المرجح أن لا يكون من الصينية الفيتنامية قراءة الصينية 化 (الصينية الفيتنامية: hoá هوا)، كما هو الحال في الاسم التاريخي ثوان هوا (順化).

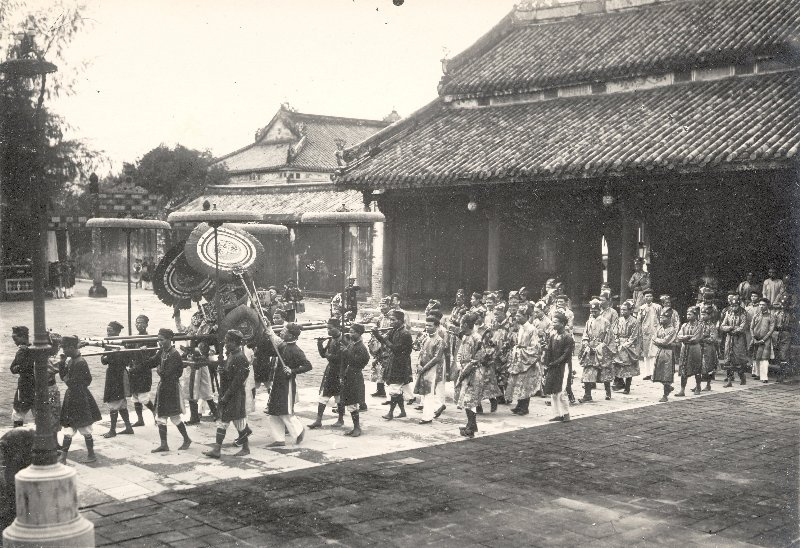
مقر الإمبراطور "بو شي" في المدينة الإمبراطورية في عام 1926

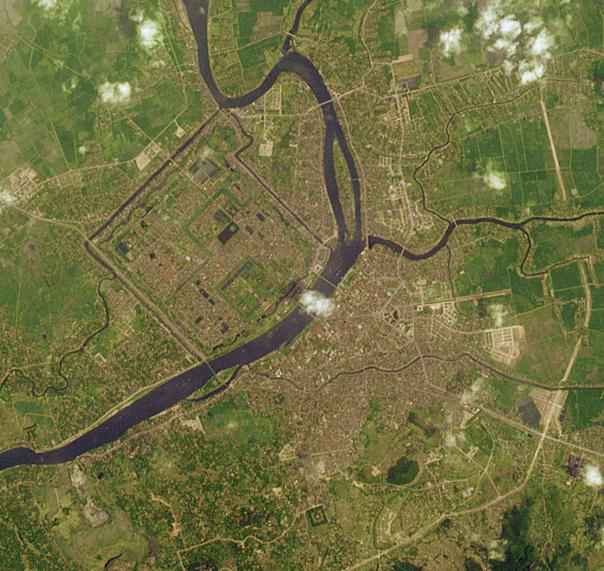
صورة من الأقمار الصناعية للمدينة ونهر العطر

## الجغرافيا

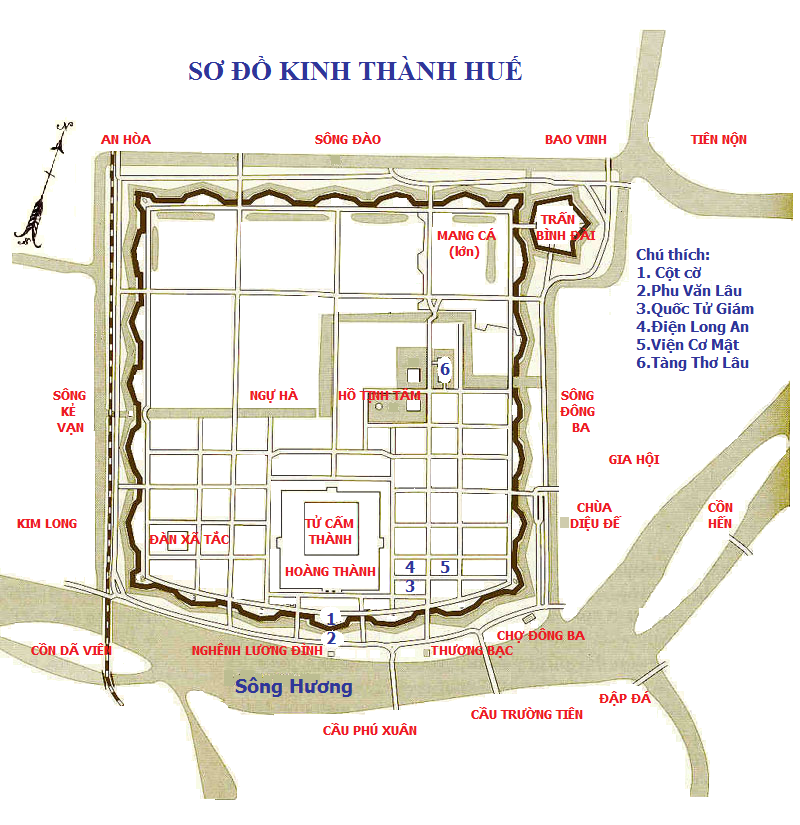
تصميم لمدينة هوي

تقع المدينة في وسط فيتنام على ضفاف نهر العطر (Perfume River)، على بعد بضعة أميال من البحر الشرقي. فهو يقع على بُعد حوالي 700 كيلومتر (430 ميل) إلى الجنوب من هانوي وحوالي 1,100 كيلومتر (680 ميل) شمال مدينة هوشي منه. وفي الشمال والغرب توجد حدود بلدة هوونغ ترا؛ وإلى الجنوب بلدة هوونغ ثوي، وإلى الشرق منطقة فو فانغ وبلدة هوونغ ثوي. تبلغ مساحة المنطقة الطبيعية 71.68 كم2، ويقدر عدد السكان في عام 2012 بـ 34481 نسمة. وفي عام 2018، بلغ عدد سكان المدينة 455,230 شخصًا (بما في ذلك الأشخاص غير المقيمين).

## الحكومة

مبنى اللجنة الشعبية المحلية في هوي

### التقسيمات الإدارية
تضم هوي 27 قسمًا إداريًا، بما في ذلك 27 فنغ (أجنحة حضرية): 
- An Cuu
- An Dong
- An Hoa
- An Tay
- Huong So
- Kim Long
- Phu Binh
- Phú Cát
- Phu Hau
- Phu Hiep
- Phu Hoa
- Phu Hoi
- Phu Nhuan
- Phu Thuan
- Phuoc Vinh
- Phuong Duc
- Tay Loc
- Thuan Hoa
- Thuan Loc
- Thuan Thanh
- Truong An
- Vinh Ninh
- Vy Da
- Xuan Phu
- Huong Long
- Thuy Xuan
- Thuy Bieu

## الثقافة
في وسط فيتنام، كانت هوي عاصمة فيتنام لمدة 150 عامًا تقريبًا خلال الفترة الإقطاعية (1802-1945)، وكان لنمط الحياة والعادات الملكية تأثير كبير على خصائص أهالي هوي. هذا التأثير لا يزال محسوسا إلى اليوم.

### الملابس

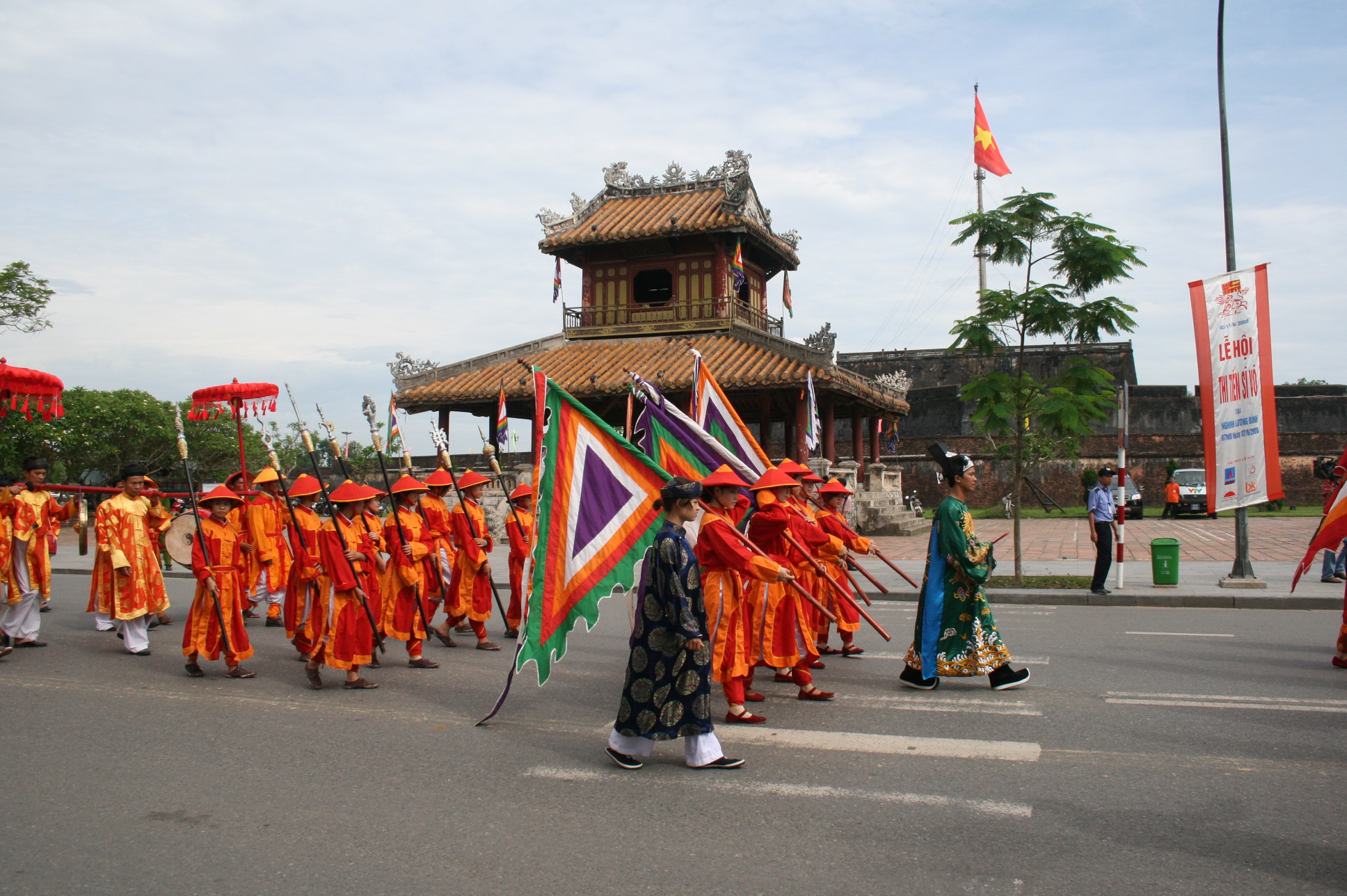
مهرجان في هوي

تطور تصميم الزي الحديث الفيتنامي «آو داي» "ao dai"، وهو الزي الوطني الفيتنامي، مستوحى من الزي الذي كان يرتديه «أمراء نجوين» في القرن الثامن عشر. وصفت قواعد اللباس في ذلك الوقت كما يلي: 

### المأكولات

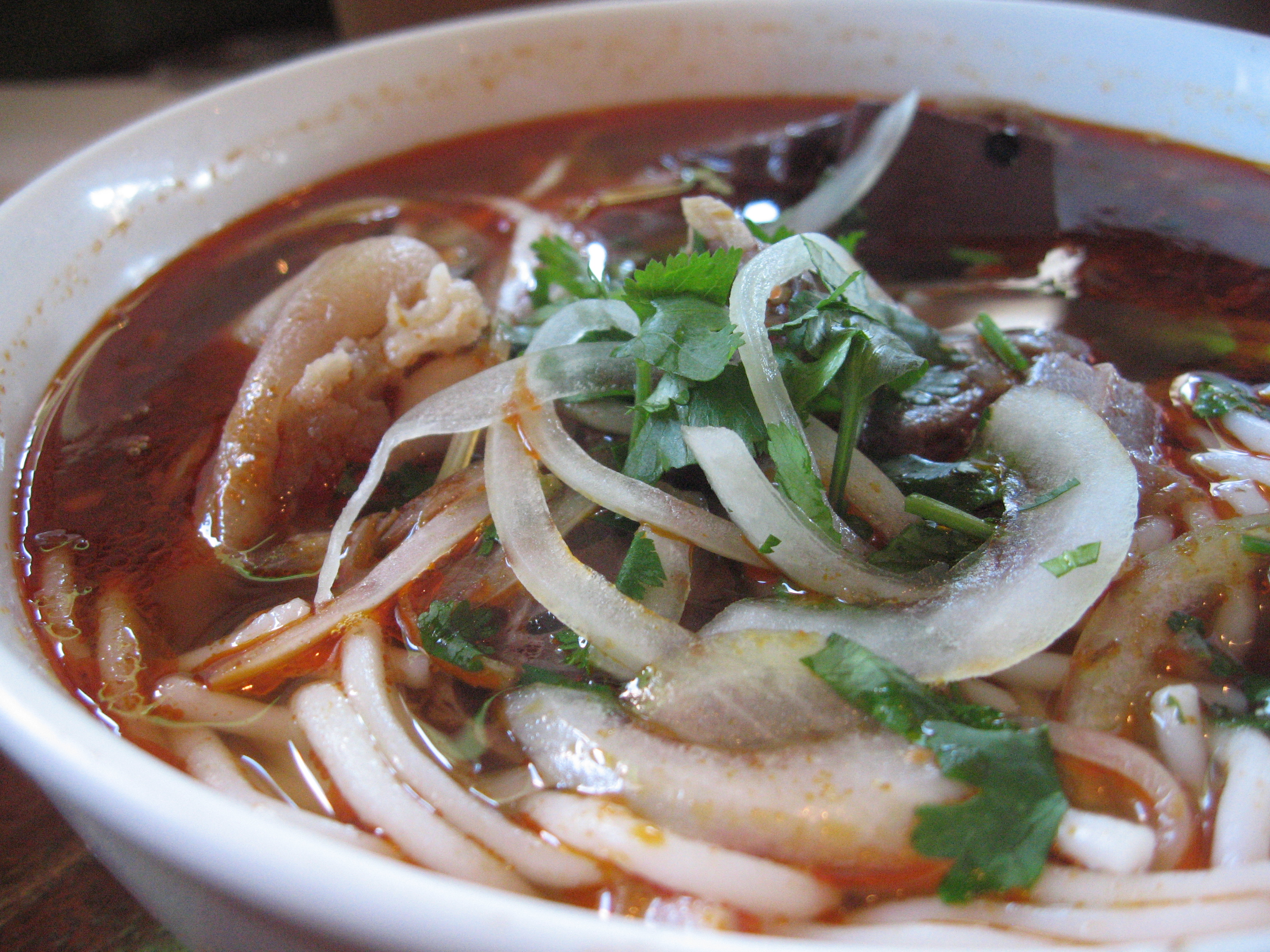
بون بو هوي ، طبق المكرونة النموذجي

تُشكِّل أطباق Hue قلب المطبخ الفيتنامي، ولكن أحد أبرز الاختلافات هو بروز النباتيين في المدينة. تنتشر العديد من المطاعم النباتية في مختلف أنحاء المدينة لخدمة السكان المحليين الذين لديهم تقاليد قوية في تناول وجبة نباتية مرتين في الشهر، كجزء من معتقداتهم البوذية. ميزة أخرى تميزها عن غيرها من المأكولات الإقليمية في فيتنام هو حجم الحصة الصغير نسبيًا مع العرض الراقي، وهو من بقايا المطبخ الملكي. ويُلاحظ أن مأكولات هوي في كثير من الأحيان حارة جدا.

### الدين

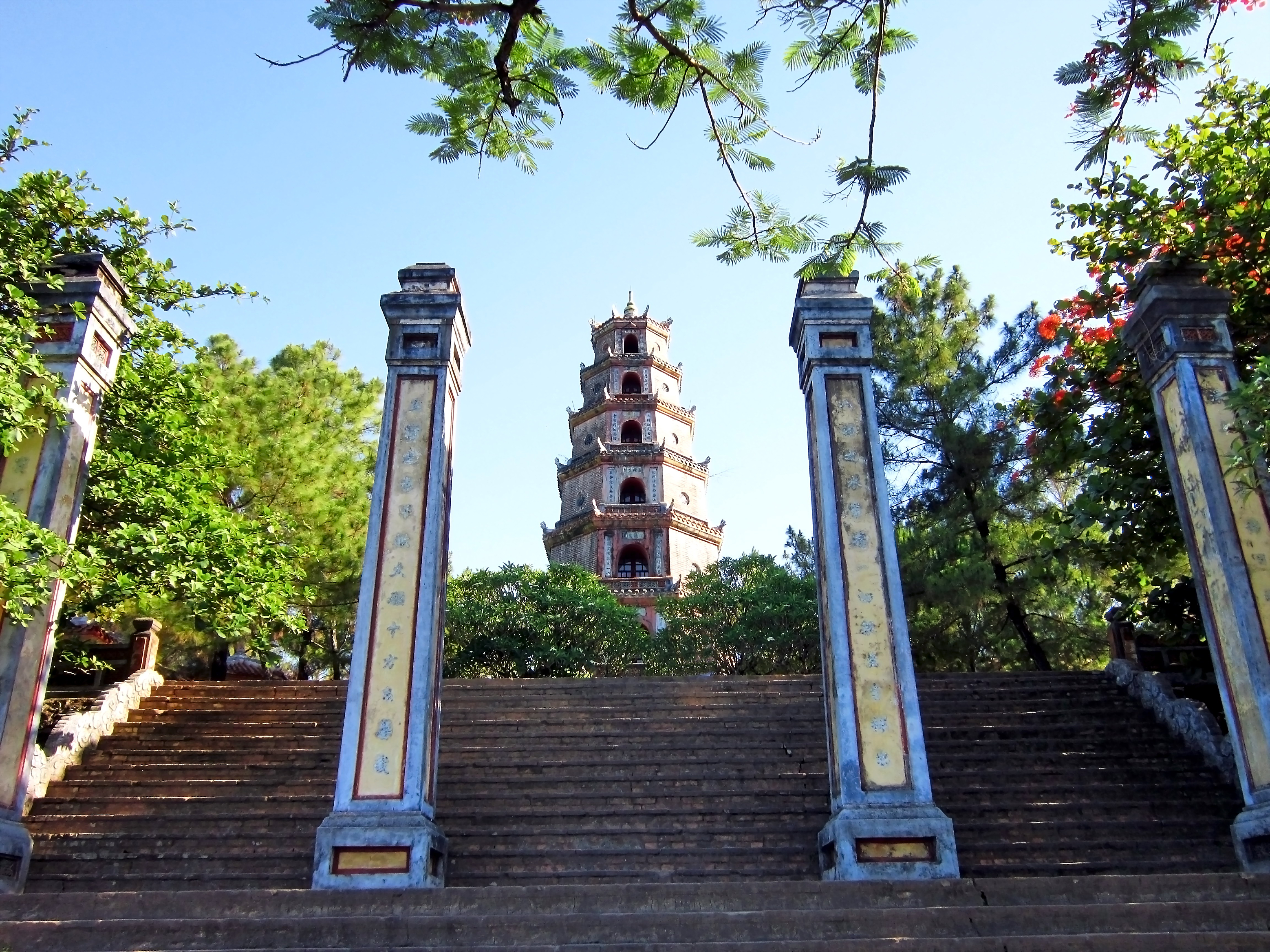
باغودة السيدة السماوية

اعتنق الناس خلال المرحلة الإمبراطورية أديان مختلفة مثل البوذية والطاوية والكونفوشيوسية. وكان الملك يُقدِّم كل عام صلوات إلى السماء والأرض.
في هوي، تتمتع البوذية بدعم أقوى من أي مكان آخر في فيتنام، ويوجد أديرة أكثر من أي مكان آخر في البلاد، وهي بمثابة موطن للرهبان الأكثر شهرة في البلاد.

### السياحة
مدينة هوي معروفة جيدا لمعالمها التاريخية، التي حازت مكانا بين مواقع التراث العالمي وفق تصنيف اليونسكو. كانت مقر إمبراطوريات نغوين وكانت هي المدينة الإمبراطورية، التي تشغل مساحة كبيرة محاطة بأسوار على الجانب الشمالي من نهر العطور. داخل القلعة كانت مدينة محظورة حيث لم يُسمح إلا للأباطرة والقريبون منهم بالوصول إليها؛ كانت عقوبة من يدخلها هي الموت. واليوم لا يزال هناك القليل من آثار المدينة المحظورة، على الرغم من أن جهود إعادة الإعمار جارية للحفاظ عليها كمقصد سياحي تاريخي.

## البنية التحتية

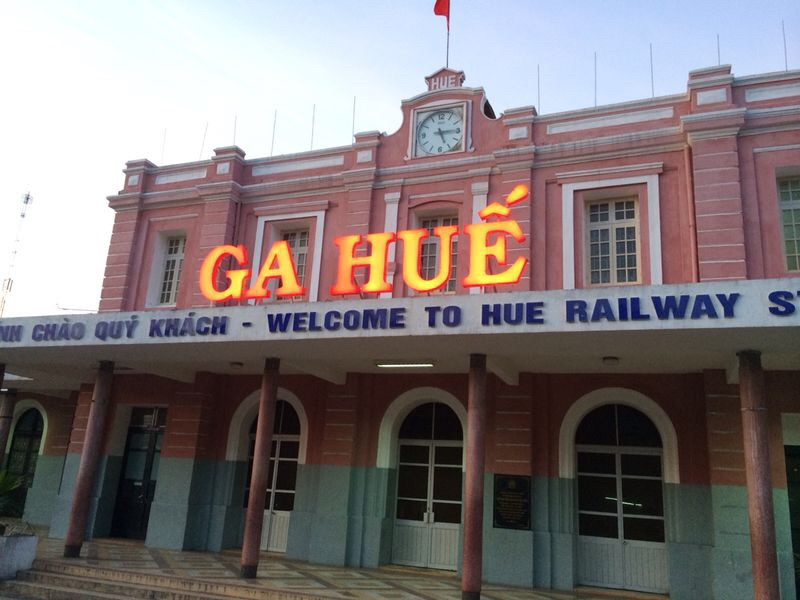
محطة سكة حديد هوي.

### الصحة
كان مستشفى هوى المركزي، الذي أنشئ في عام 1894، هو أول مستشفى غربي في فيتنام. ذلك المستشفى يوفر 2078 سريرًا ويشغل مساحة قدرها 120,000 متر مربع (30 فدانًا)، وهو واحد من ثلاثة أكبر مستشفيات في البلاد إلى جانب مستشفى باخ ماي في هانوي ومستشفى تشو راي في مدينة هوشي منه، وتديره وزارة الصحة.

### وسائل النقل
توفر محطة سكة حديد هوي اتصالاً بالسكك الحديدية إلى المدن الفيتنامية الرئيسية، عبر السكك الحديدية بين الشمال والجنوب. يقع مطار فو باي الدولي جنوب وسط المدينة.

## المدن الشقيقة
- بندر أنزالي، إيران [24]
- هونولولو ، هاواي، الولايات المتحدة [25]
- نيو هافن ، كونيتيكت، الولايات المتحدة
- بلوا، فرنسا، مركز فال دو لوار، منذ مايو 2007 [26]

## معرض الصور

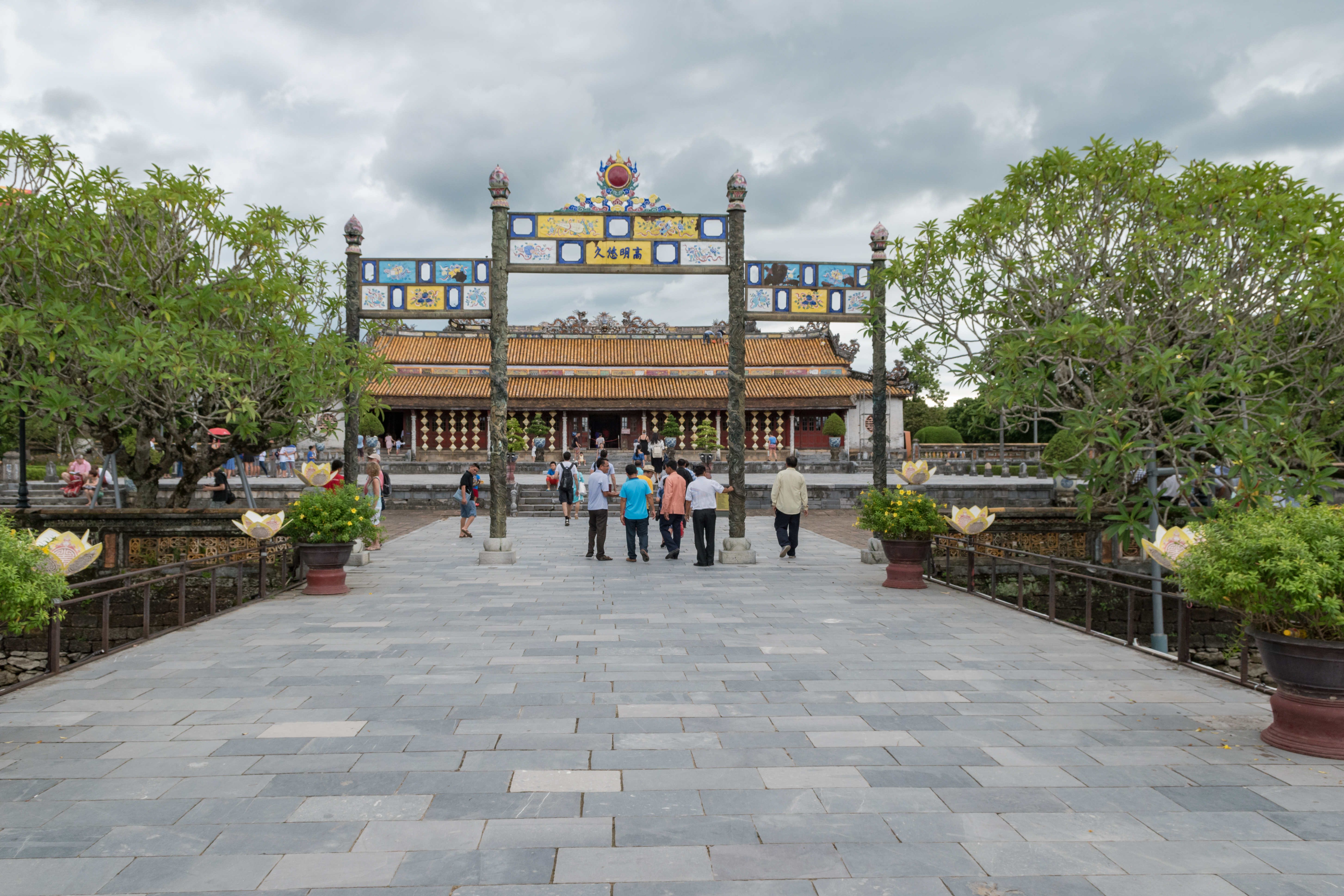
مدخل المدينة الامبراطورية
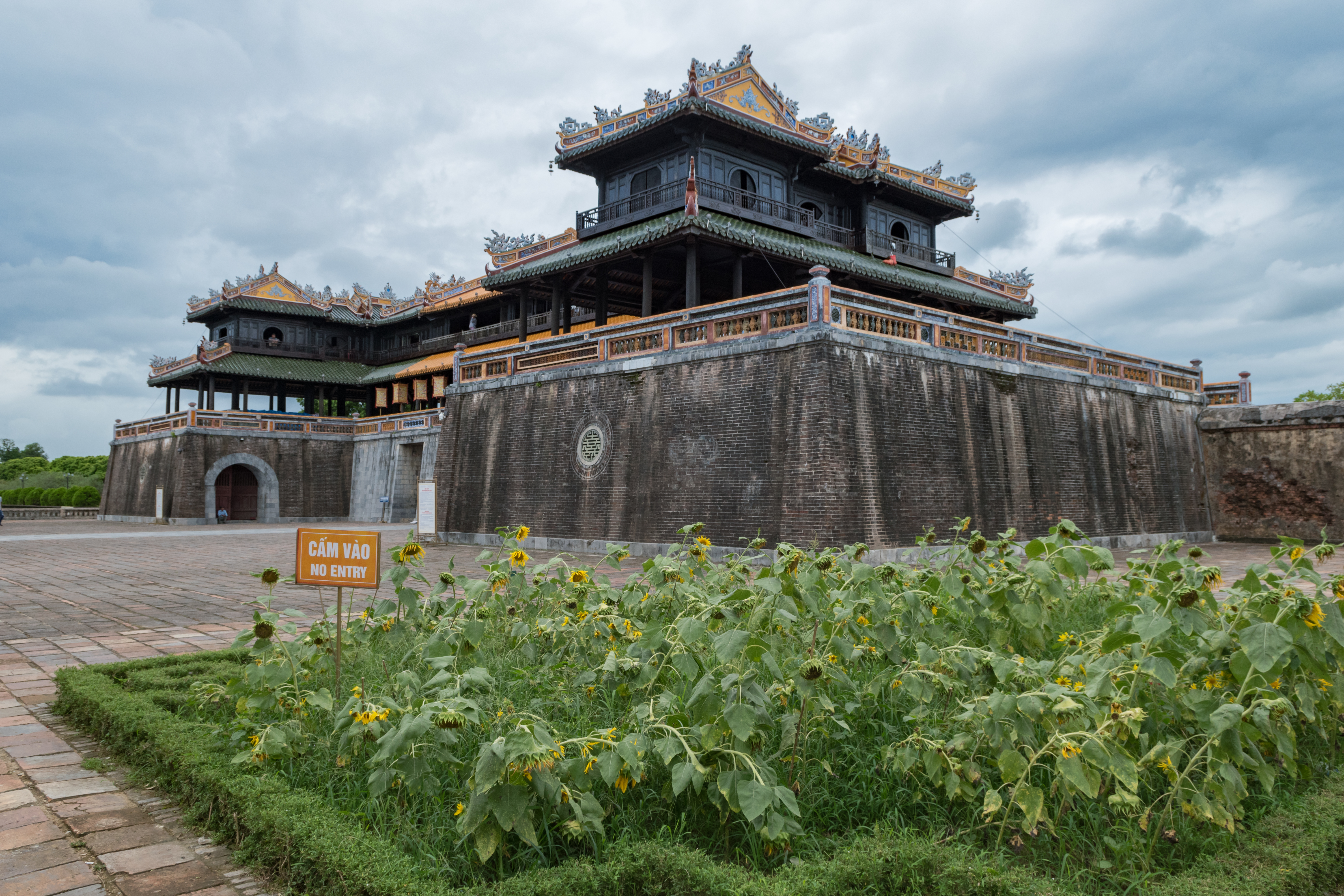
مدينة امبراطورية
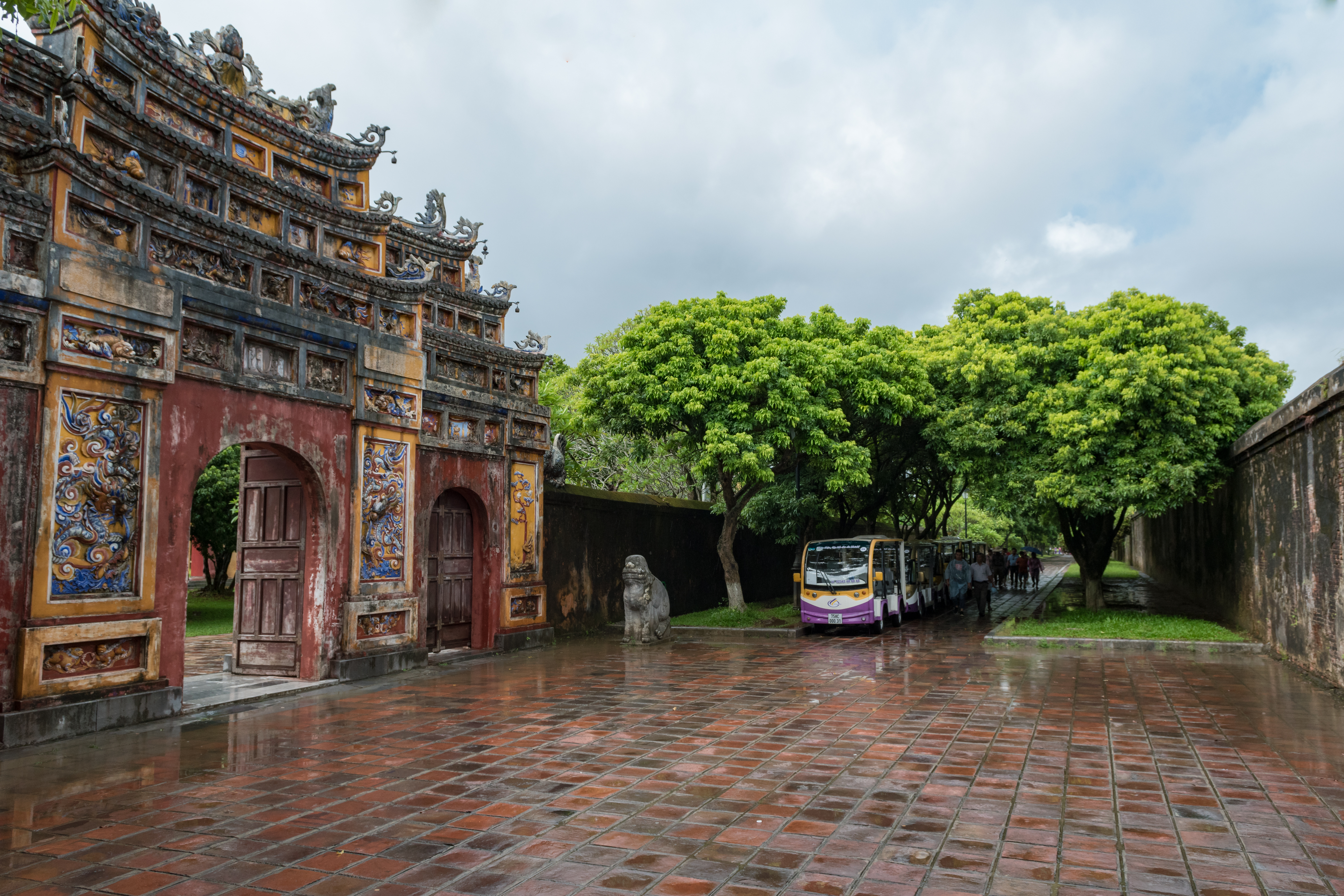
معالم المدينة
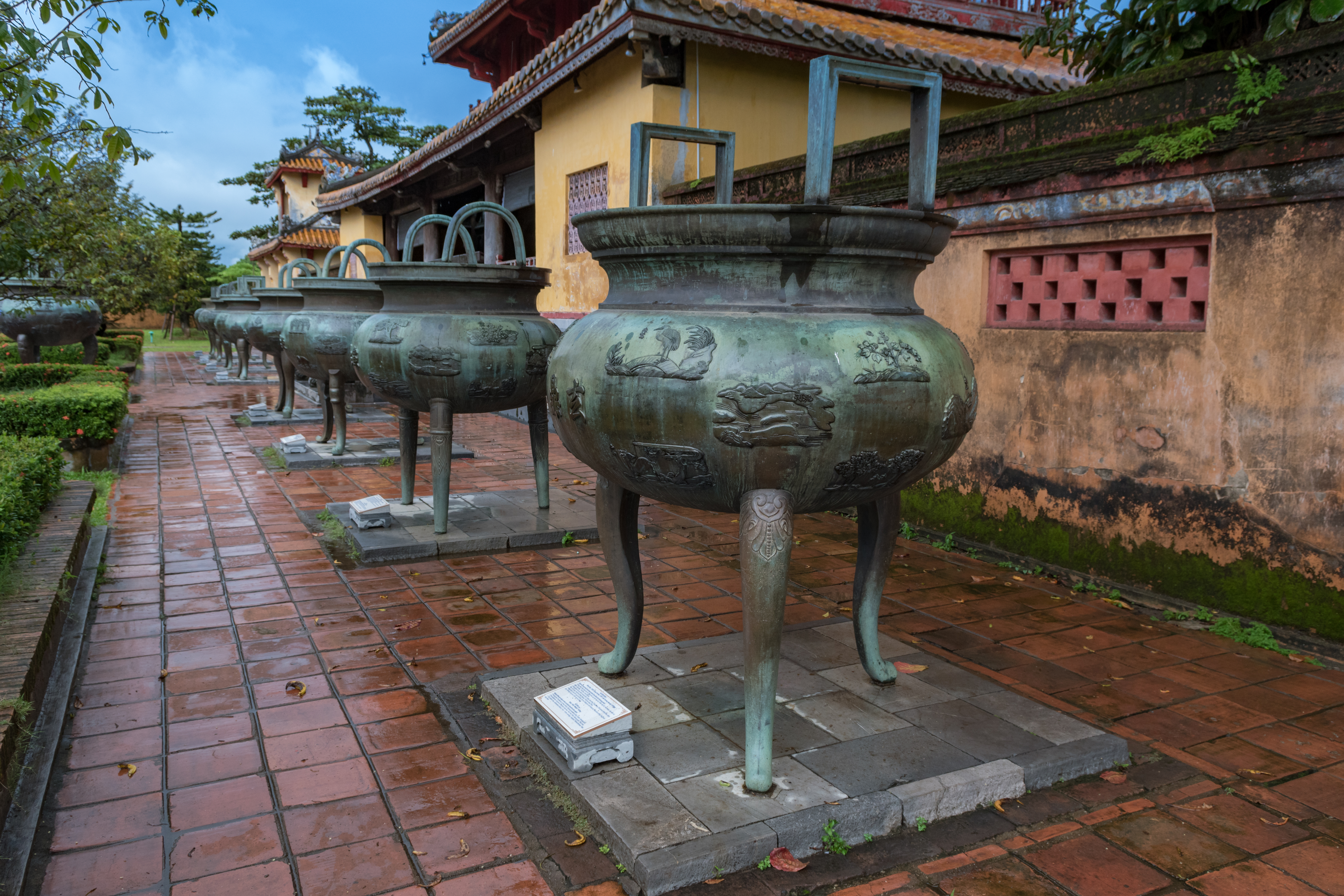
مقر الأسرة الحاكمة
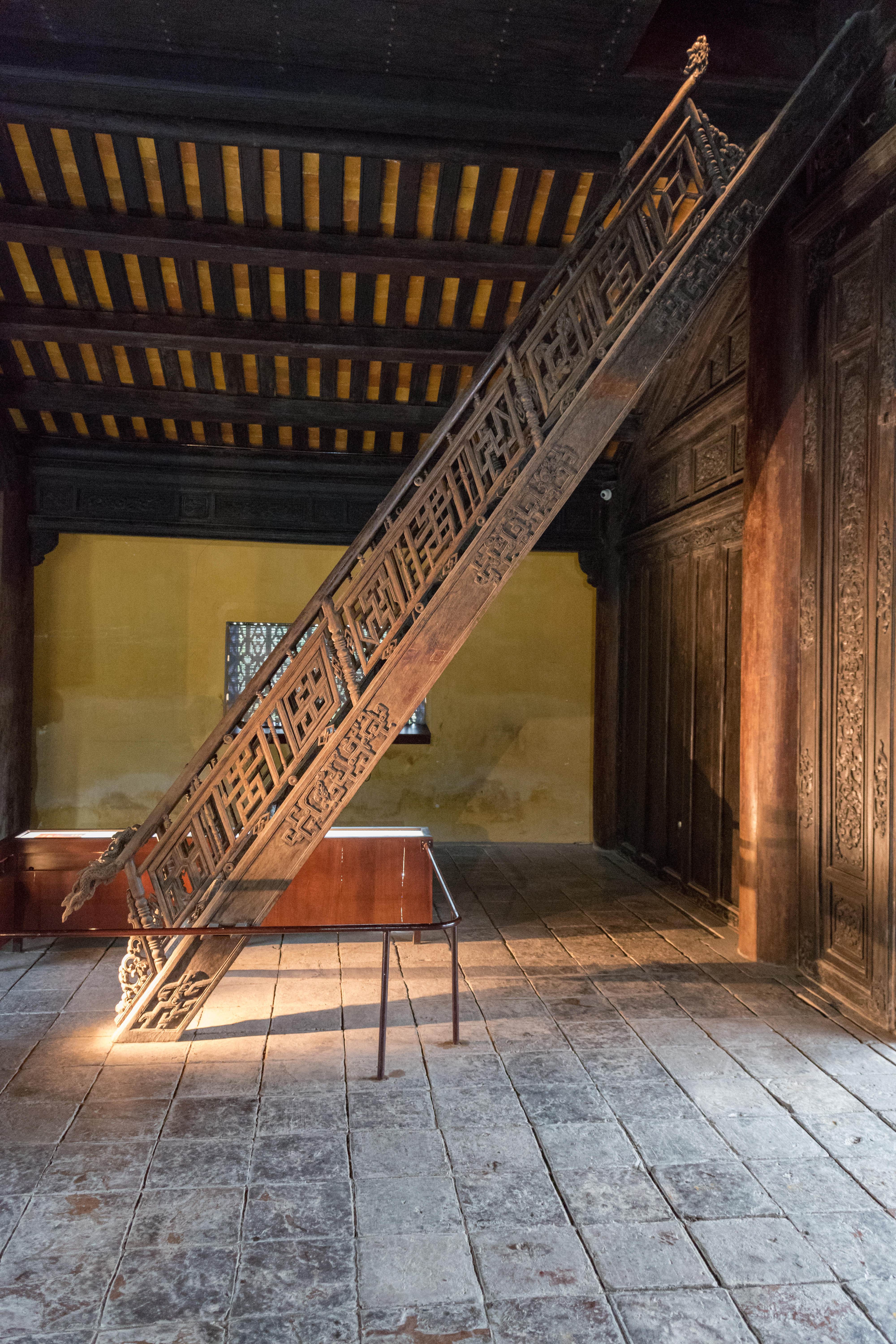
سلالم في Hiem Lam Cac
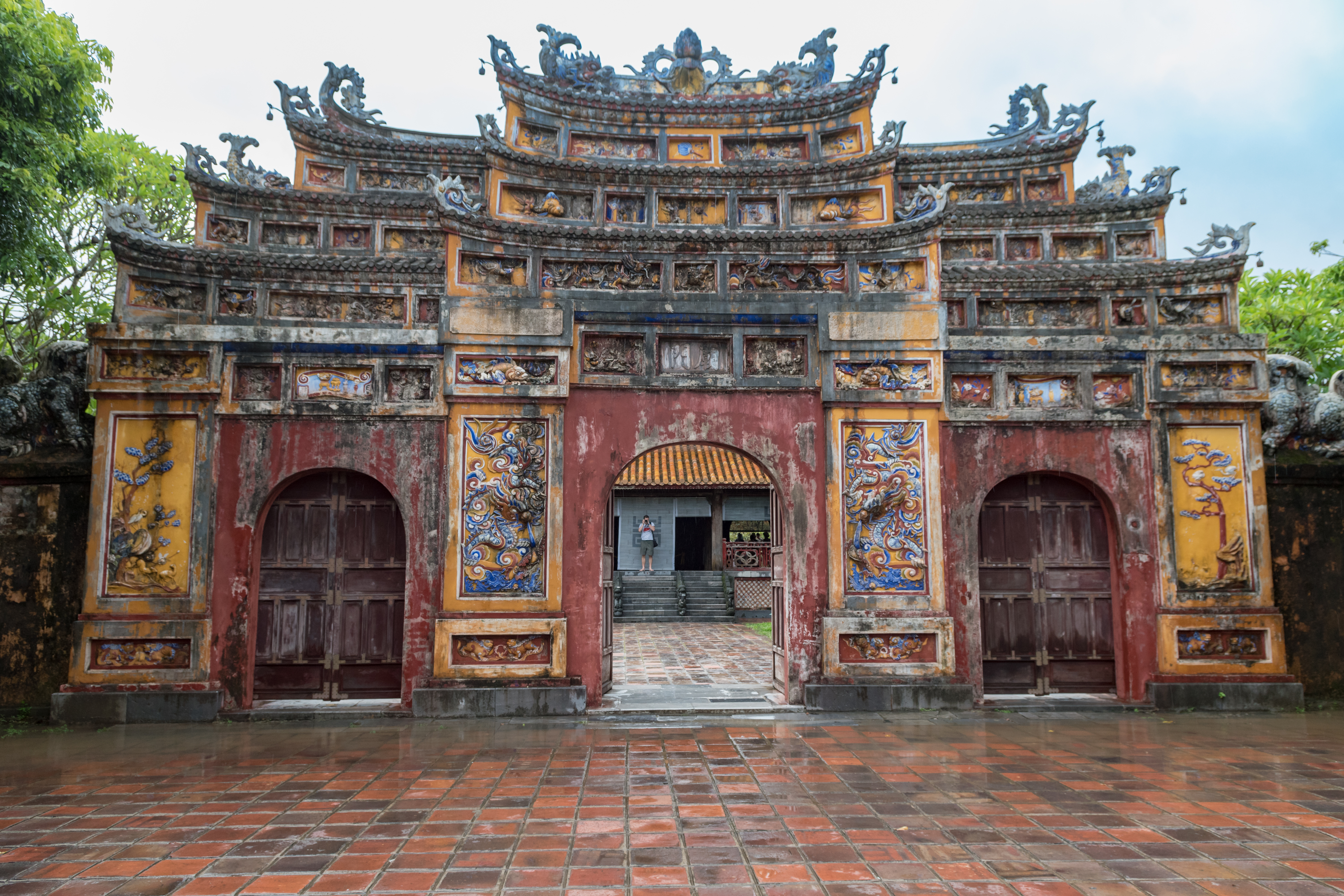
بوابة في المدينة الإمبراطورية
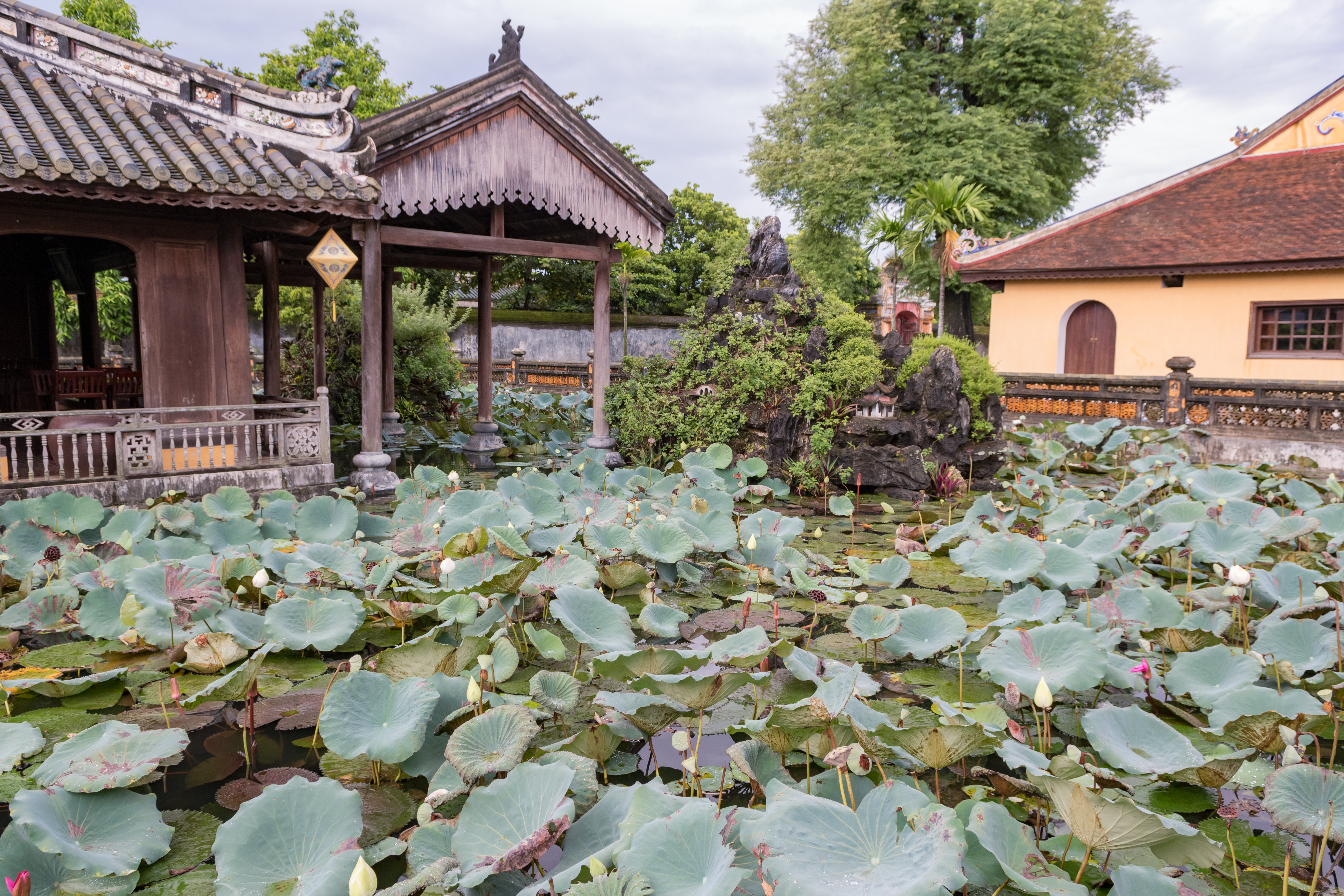
بحيرة لوتس
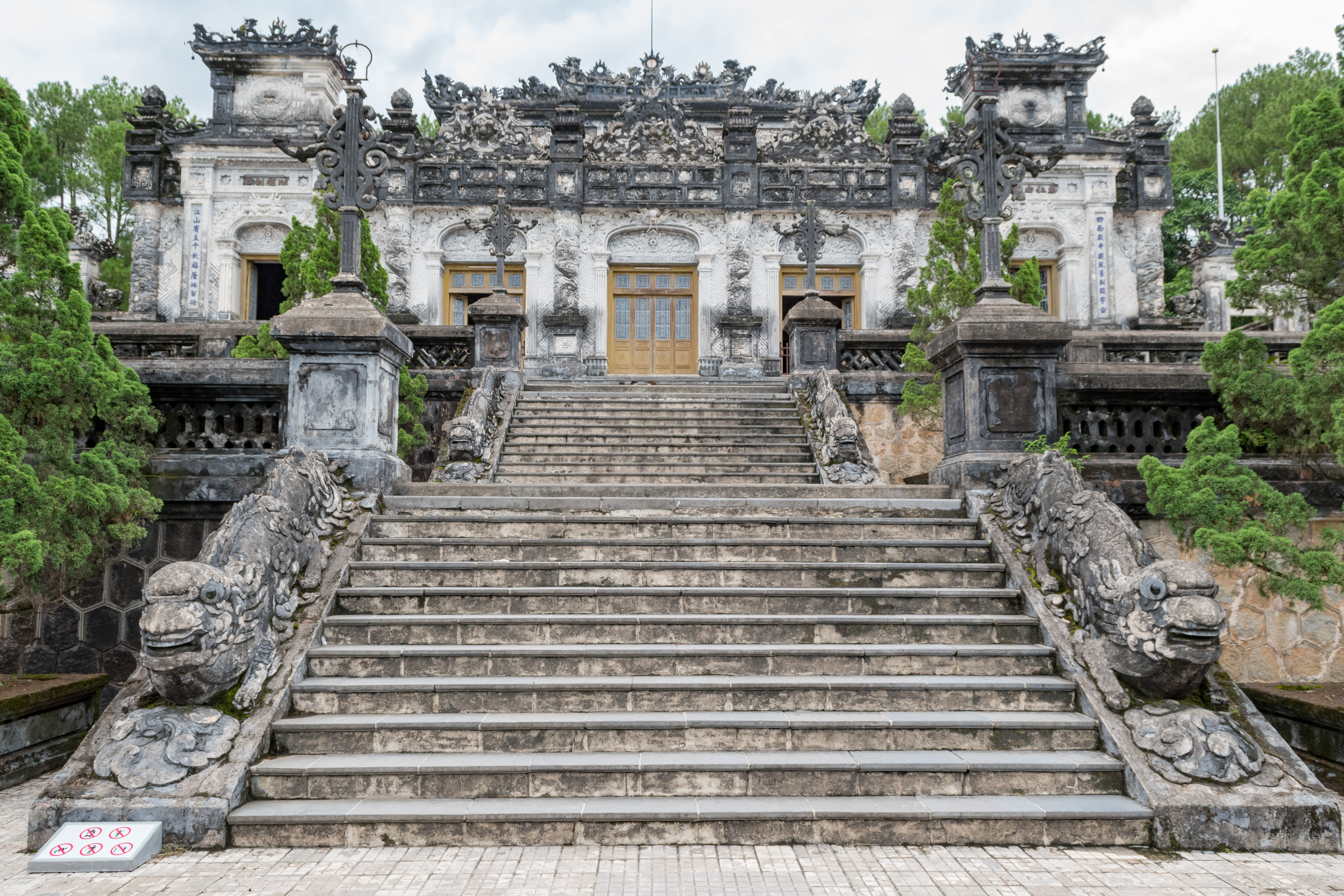
قبر الامبراطور خوي إينه
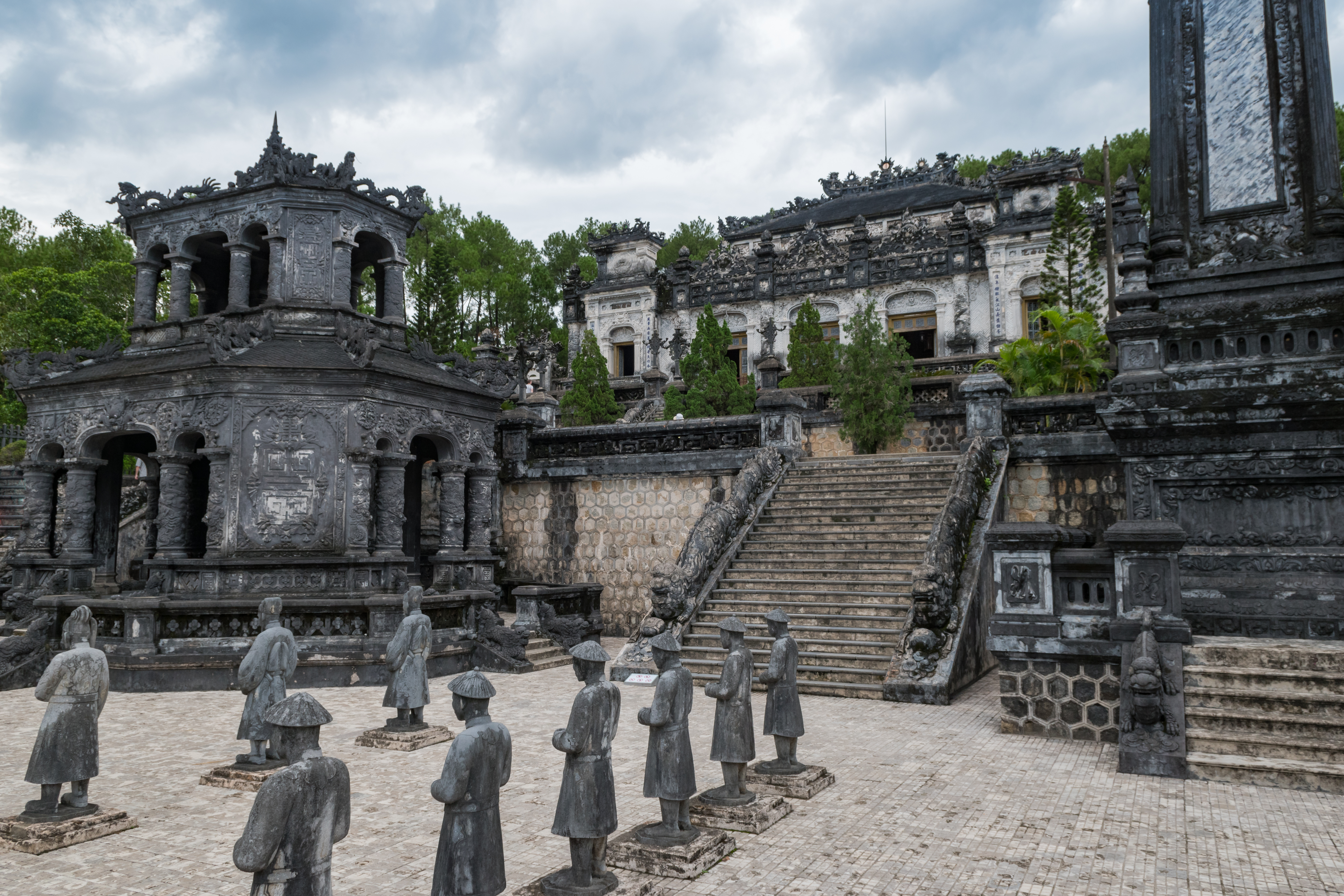
ضريح خوي إين
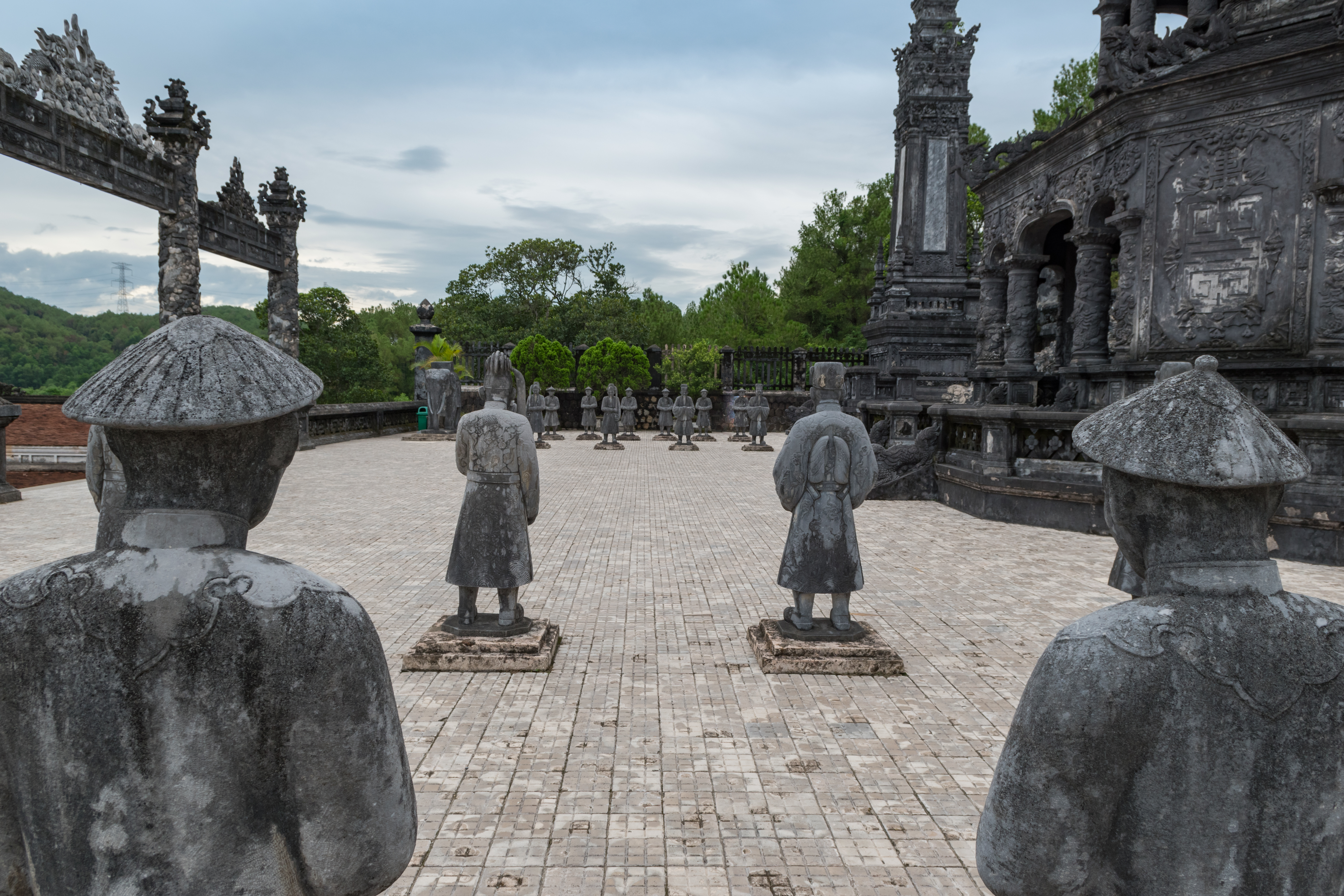
جنود الماندرين في قبر خوي إنه
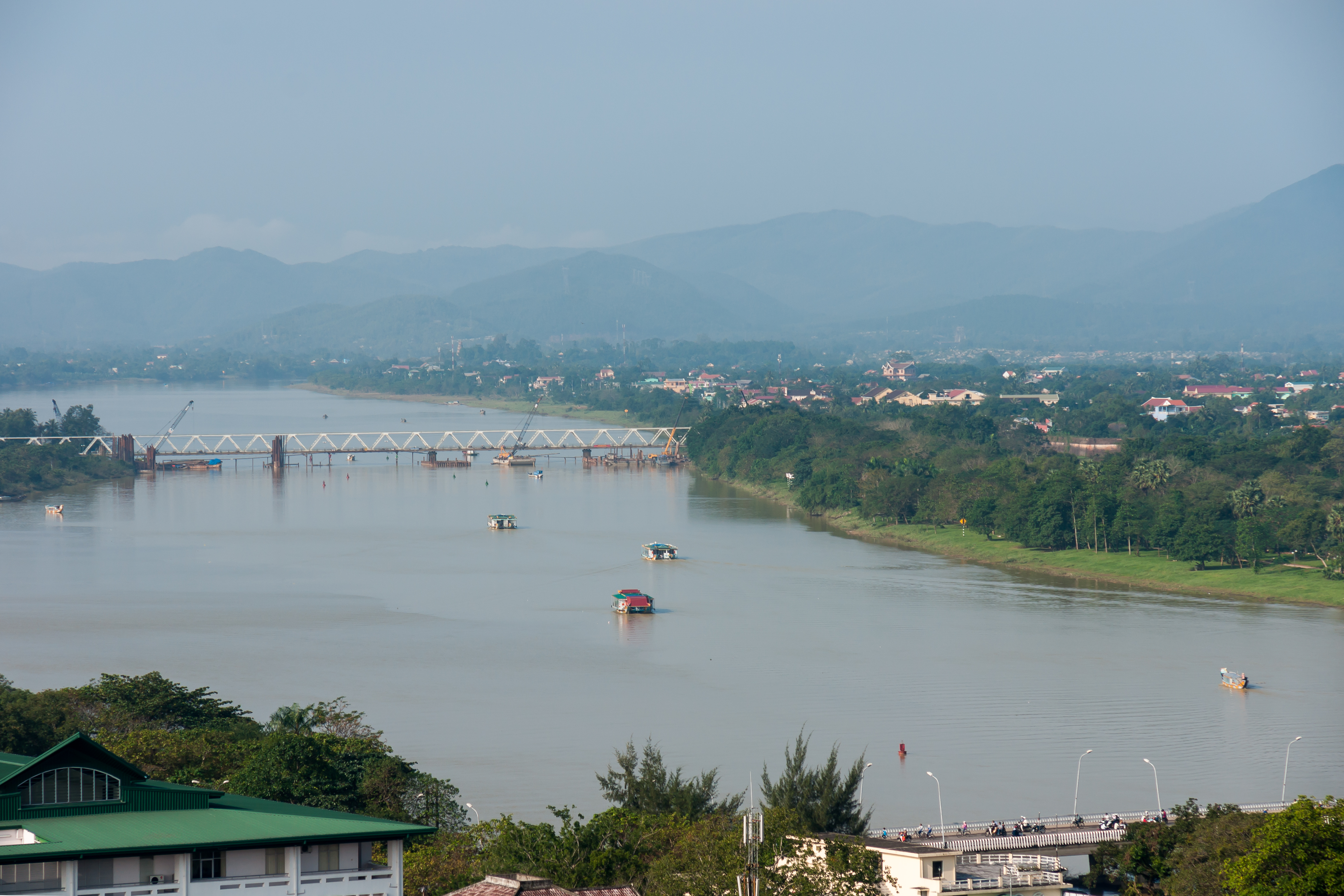
نهر العطور
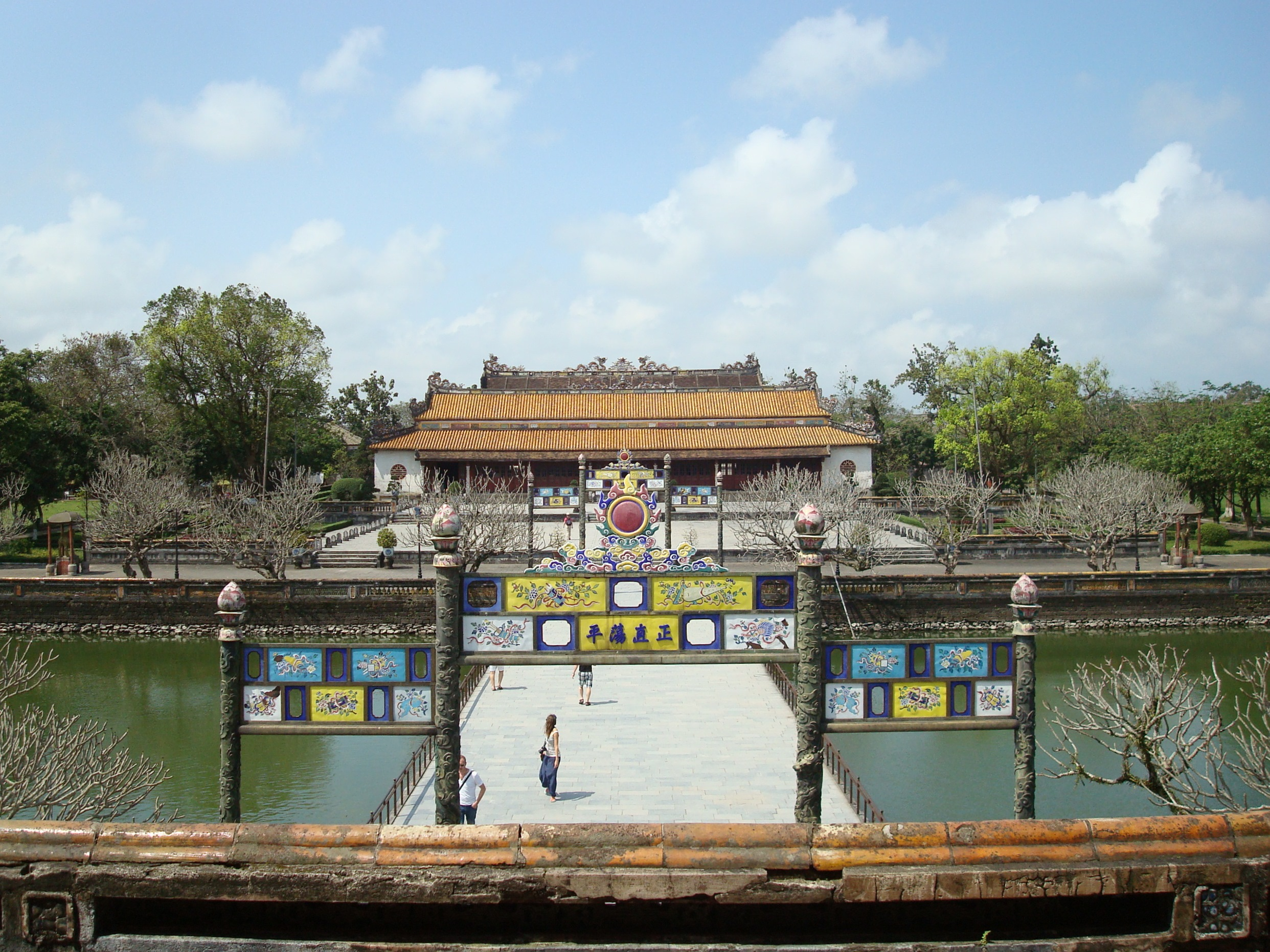
قاعة الوئام العليا في المدينة الإمبراطورية
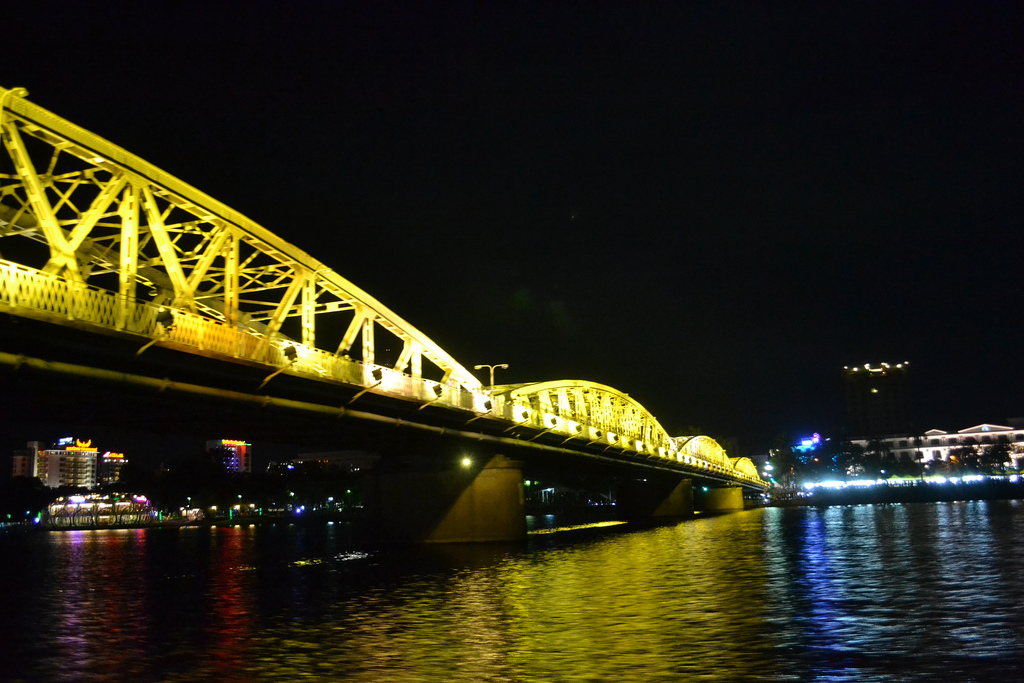
جسر تران تيان

## روابط خارجية
- الموقع الرسمي لمقاطعة ثوا ثين هوى